# Калмана (Падова)
Калмана је насеље у Италији у округу Падова, региону Венето.
Према процени из 2011. у насељу је живело 52 становника. Насеље се налази на надморској висини од 6 м.